# Яструбинці
Яструби́нці — село в Україні, в Дашівській селищній громаді Гайсинського району Вінницької області. Розташоване на обох берегах річки Лиса Липа (притока Собу) за 30 км на схід від міста Іллінці. Населення становить 445 осіб (станом на 1 січня 2018 р.).

## Історія
Вінницький краєзнавець, письменник Дмитрук О.М. через історичні документи дослідив, що український військовий і державний діяч Іван Богун народився в с. Яструбинці (з роду Яструбецьких, які походили з козацько-шляхетського роду та мали власний герб). Фактично відома дата його народження: 1601 або 1602 рік.
Станом на 1885 рік у колишньому власницькому селі Яструбинці Підвисочанської волості Липовецького повіту Київської губернії мешкало 1366 осіб, налічувалось 134 дворових господарства, існували православна церква, школа, постоялий будинок і водяний млин.
За переписом 1897 року кількість мешканців зросла до 1889 осіб (903 чоловічої статі та 986 — жіночої), з яких 1776 — православної віри.
7 (20) листопада 1917 року, відповідно до Третього Універсалу Української Центральної Ради, увійшло до складу Української Народної Республіки.
З 1933 – 1940 рр в селі працював Політвідділ Яструбинецького цукрорадгоспу, 126 од. зб. (Фонд партійних і комсомольських організацій).
У колгоспі імені Горького працював Хоменко Федір Пантелеймонович (5 серпня 1934, с. Купчинці — 10 вересня 2016 Яструбинці). Указом Президіуму Верховної Ради СРСР від 22 березня 1966 року за досягнуті успіхи в розвитку тваринництва, збільшенні виробництва і заготівель м'яса, молока, яєць, шерсті та іншої продукції Хоменку Федору Пантелеймоновичу присвоєно звання Героя Соціалістичної Праці з врученням ордена Леніна та золотої медалі «Серп і Молот».
18 січня 1953 року в селі Яструбинці народився український прозаїк Іван Володимирович Коваль. Автор збірки повістей та оповідань «Цвіт пахне медом» (К., 1988), присвячений темам села, праці, шкільництва та життя молоді.
12 червня 2020 року, відповідно розпорядження Кабінету Міністрів України № 707-р «Про визначення адміністративних центрів та затвердження територій територіальних громад Вінницької області», село увійшло до складу Дашівської селищної громади.
19 липня 2020 року, в результаті адміністративно-територіальної реформи і ліквідації Іллінецького району, село увійшло до складу Гайсинського району.

## Населення

### Мова
Розподіл населення за рідною мовою за даними перепису 2001 року:
| Мова       | Кількість | Відсоток |
| ---------- | --------- | -------- |
| українська | 540       | 99.26%   |
| російська  | 4         | 0.74%    |
| Усього     | 544       | 100%     |

## Галерея

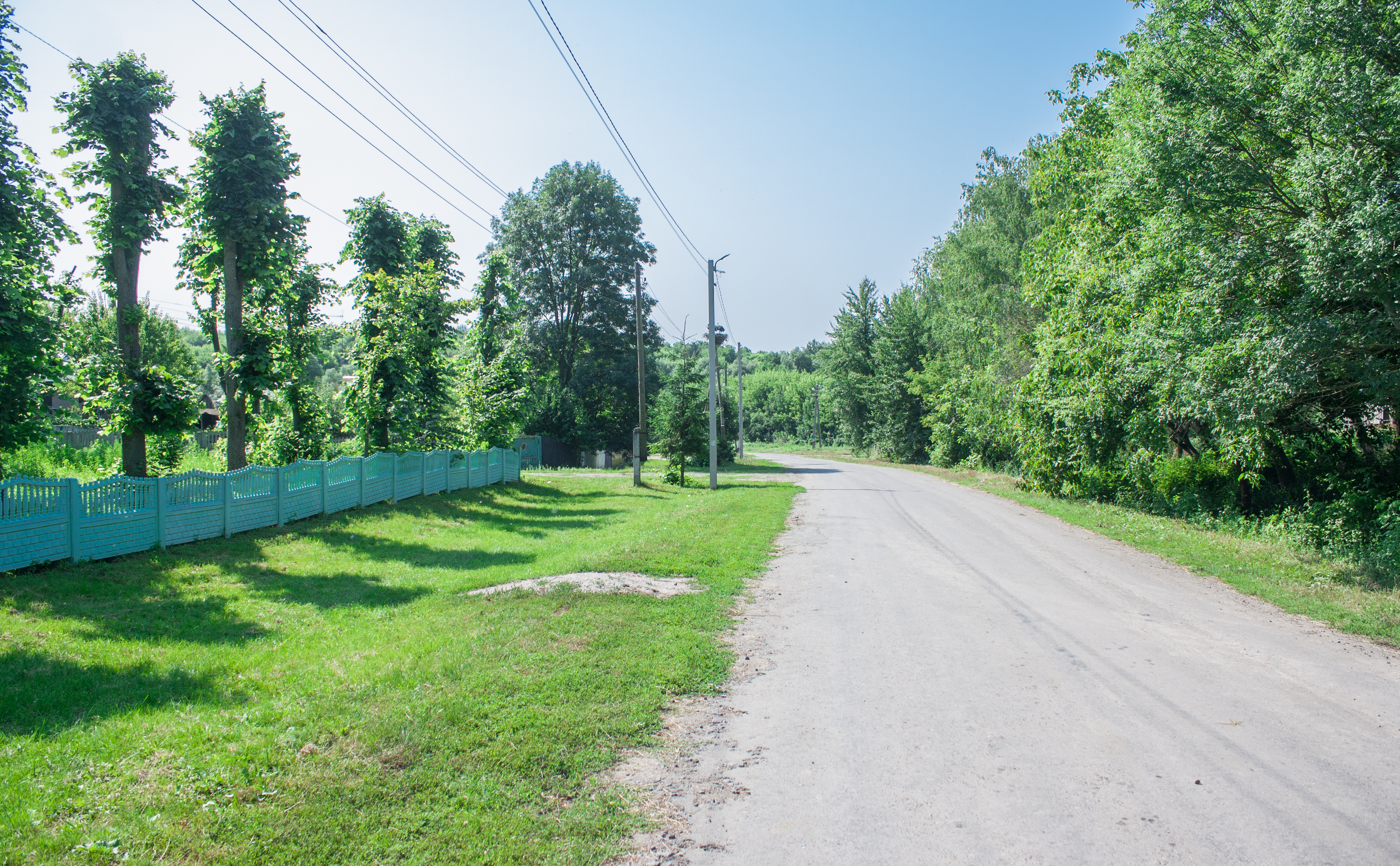
Головна вулиця
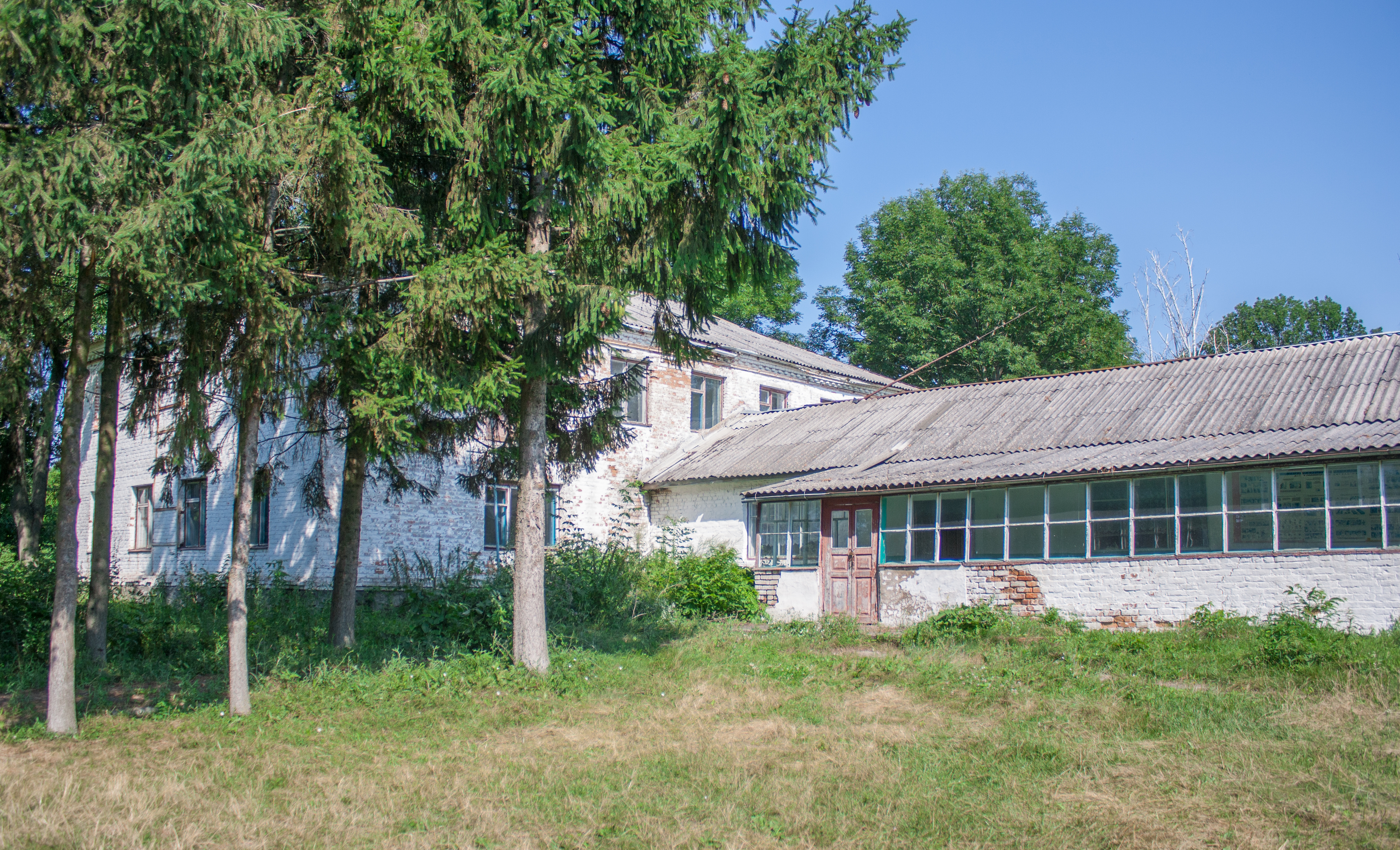
Школа
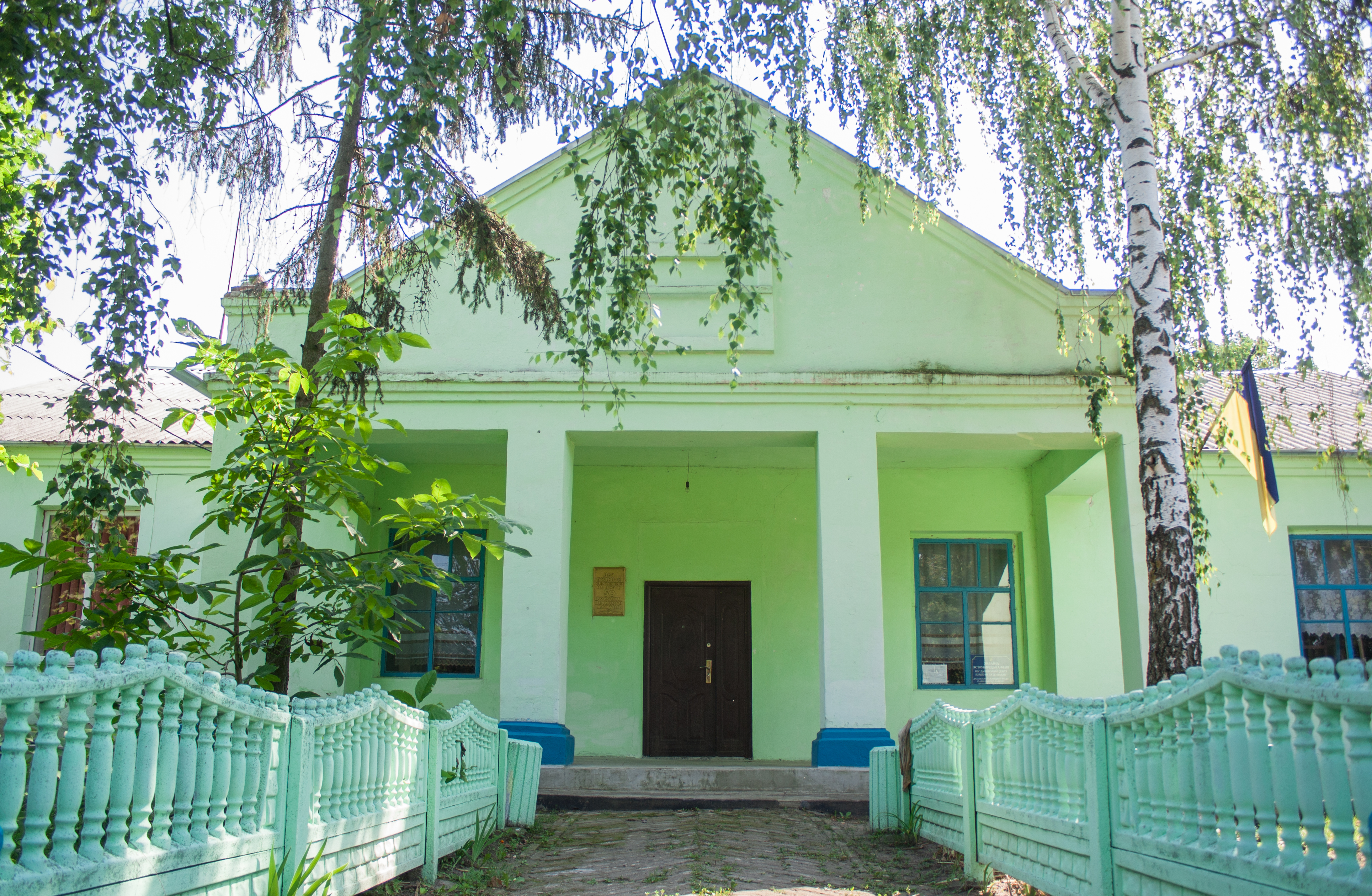
Будинок культури
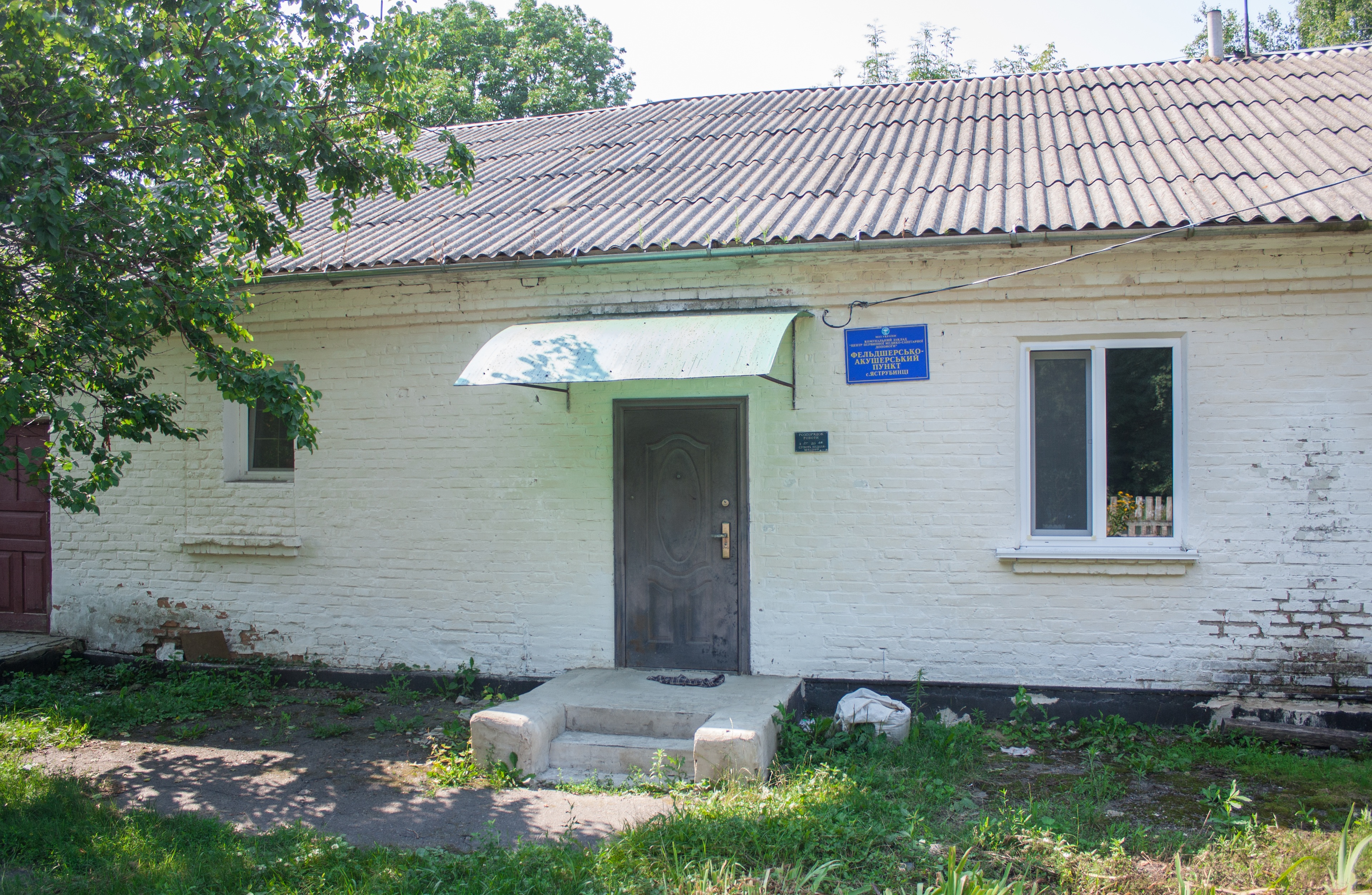
ФАП
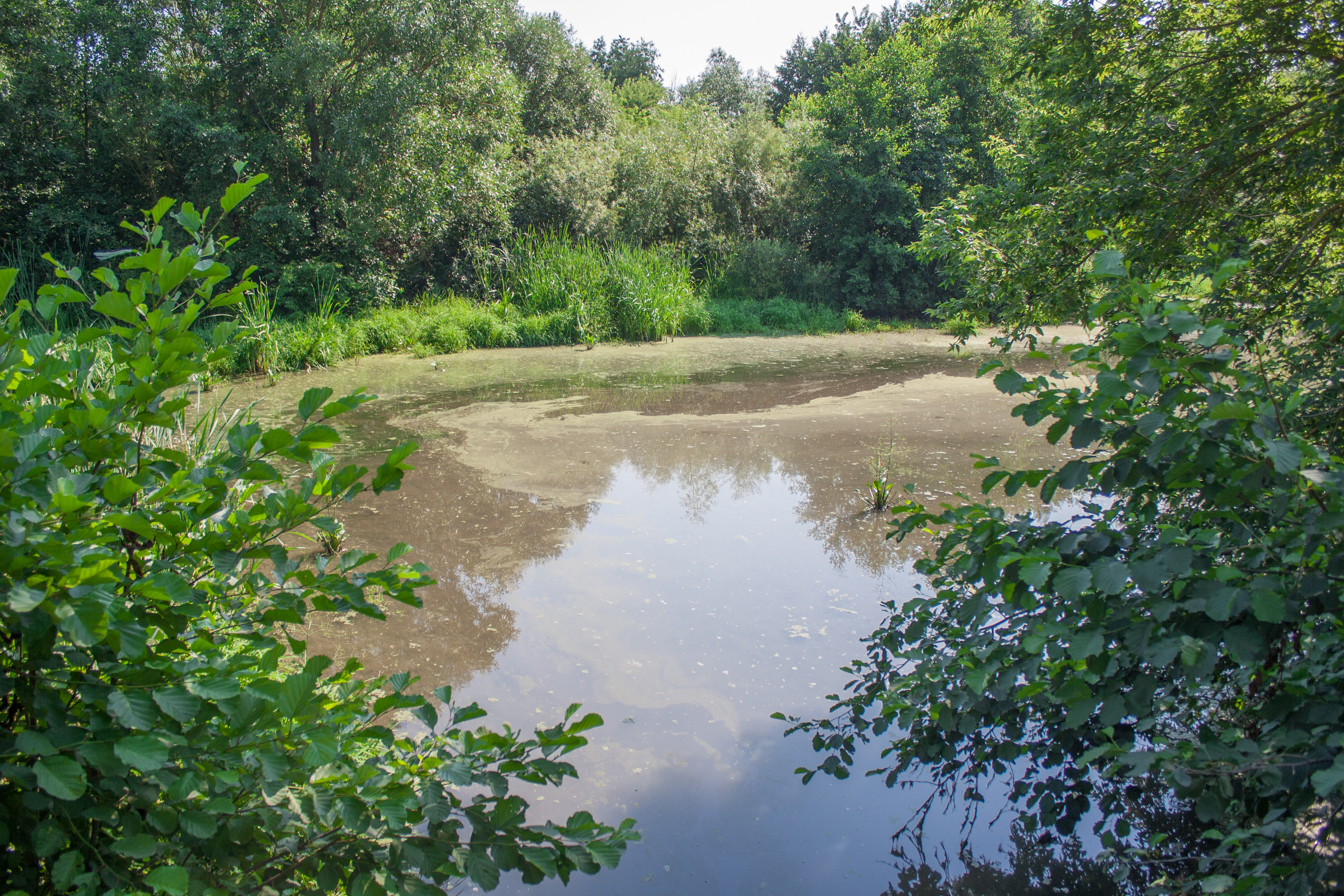
Річка Лиса Липа
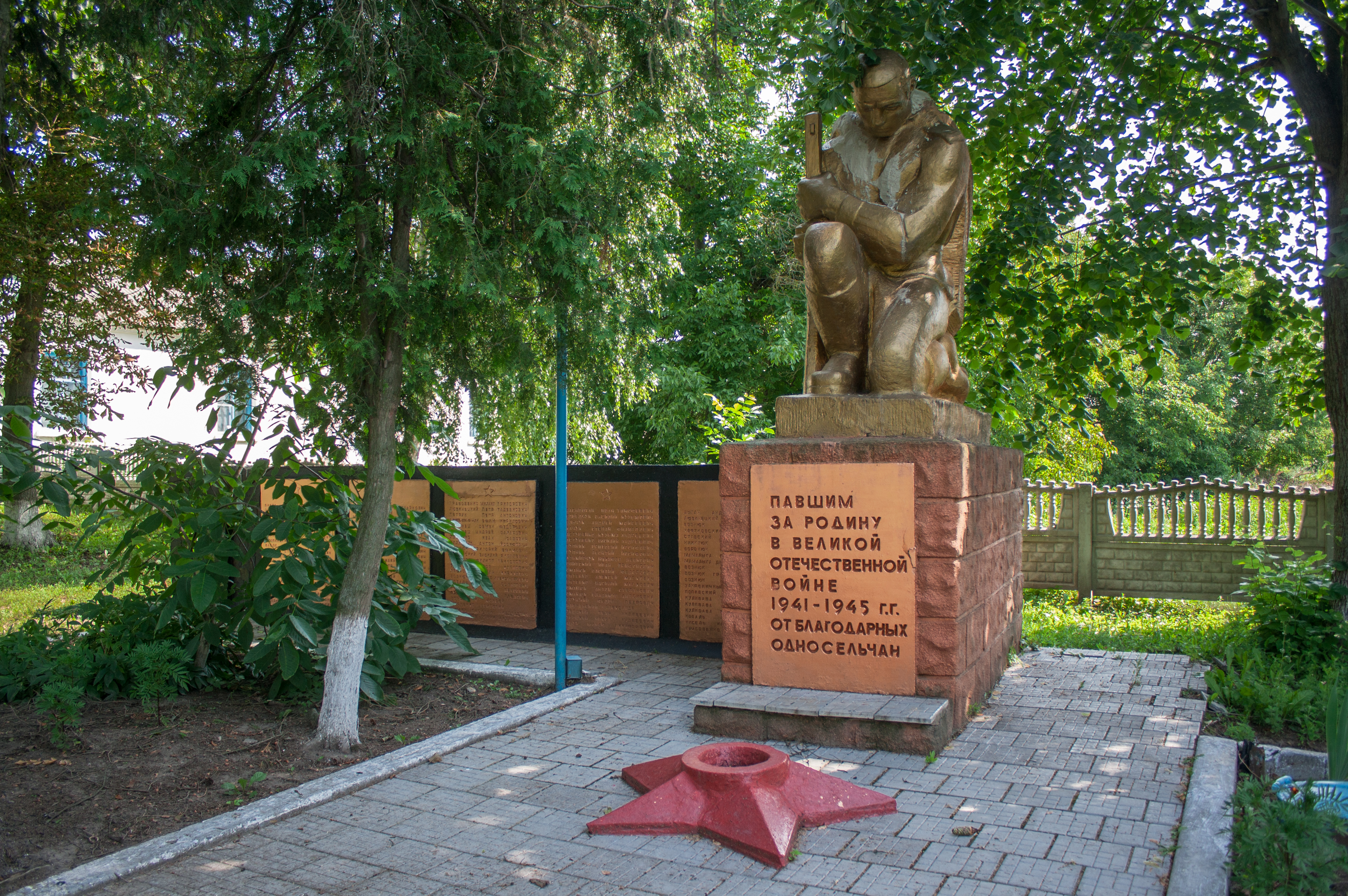
Пам'ятник воїнам-односельчанам